# Palazzo Olivetti (Milano)
Il palazzo Olivetti è un edificio direzionale del centro storico di Milano, costruito dal 1952 al 1954 per ospitare uffici della società Olivetti.

## Storia
L'edificio venne costruito dal 1952 al 1954 su progetto di Gian Antonio Bernasconi, Annibale Fiocchi e Marcello Nizzoli.

## Descrizione

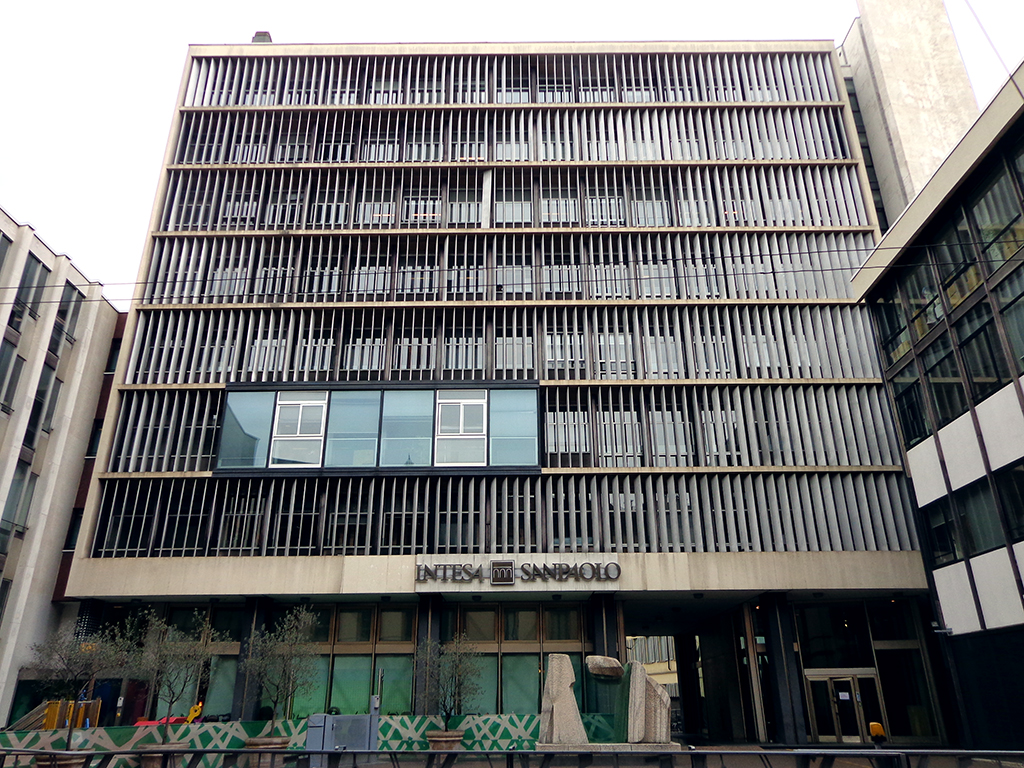
Vista frontale

L'edificio sorge in una stretta via del centro storico di Milano, a breve distanza dal Cordusio e dal Teatro alla Scala.
Si compone di tre corpi di fabbrica, disposti in pianta in forma di «H»: due corpi laterali minori di 4 piani inquadrano il corpo principale di 8 piani, preceduto da un cortile privato adibito a parcheggio. Una rampa dà accesso a un'autorimessa interrata.
Le facciate, quasi interamente vetrate, si caratterizzano per la presenza sul corpo principale di frangisole continui azionabili elettricamente. Le parti non vetrate sono rivestite con tesserine di litoceramica bianca.
Gli interni sono ornati da pitture di Mattia Moreni, Giovanni Pintori e Marcello Nizzoli.

### Fonti
- Roberto Aloi, Nuove architetture a Milano, Milano, Hoepli, 1959,  pp. 235-242, ISBN non esistente, SBN RAV0140907.

### Approfondimenti
- Casabella-Continuità, n. 204, febbraio-marzo 1955,  pp. 35-48, ISSN 0008-7181 (WC · ACNP).
- Domus, n. 305, aprile 1955,  pp. 9-12, ISSN 0012-5377 (WC · ACNP).
- L'architettura. Cronache e storia, anno I, 1955-56,  pp. 13-16, ISSN 0003-8830 (WC · ACNP).
- Ignazio Weiss, Stile di un'industria, in Selearte, n. 23, marzo-aprile 1956,  p. 11, ISSN 0037-1173 (WC · ACNP).
- Agnoldomenico Pica, Architettura italiana ultima, Milano, Edizioni del Milione, 1959,  p. 22, ISBN non esistente, SBN SBL0505231.
- George Everard Kidder Smith, Guida della nuova architettura in Europa, traduzione di traduzione italiana di Giuliana Baracco De Carlo, Milano, Edizioni di Comunità, 1963,  p. 213, ISBN non esistente, SBN UFI0099409.
- Alberto Galardi, Architettura italiana contemporanea 1955-1965, Milano, Edizioni di Comunità, c. 1967,  pp. 148-149, ISBN non esistente, SBN SBL0106905.
- Germano Celant, Marcello Nizzoli, Milano, Edizioni di Comunità, 1968,  pp. 128-131, ISBN non esistente, SBN UFI0108591.